# 東日流外三郡誌
『東日流外三郡誌』（つがるそとさんぐんし）は、古史古伝の一つで、古代における日本の東北地方、特に現在の青森県のほか岩手県、秋田県を含む北東北などの知られざる歴史が書かれているとされていた、いわゆる和田家文書を代表する文献。ただし、学界では偽作（偽書）説が確実視されており、単に偽作であるだけでなく、古文書学で定義される古文書の様式を持っていないという点でも厳密には古文書と言い難いと言われている。しかし関係者の間では「古文書」という呼び方が定着しているため、本項目もそれに従うことにする。

## 内容
『東日流外三郡誌』は、青森県五所川原市飯詰在住の和田喜八郎が、自宅を改築中に「天井裏から落ちてきた」古文書として1970年代に登場した。編者は秋田孝季と和田長三郎吉次（喜八郎の祖先と称される人物）とされ、数百冊にのぼるとされるその膨大な文書は、古代の津軽地方（東日流）にはヤマト王権から弾圧された民族の文明が栄えていたと主張する。
アラハバキを「荒羽吐」または「荒覇吐」と書き、遮光器土偶の絵を載せ、アラハバキのビジュアルイメージは遮光器土偶である、という印象を広めたのも、本書が「震源」である。
同書によれば、耶馬台国の中に邪馬壱国があったという。前7世紀の日本各地には津止三毛族とか奈津三毛族とか15～16の民族が割拠していたが、そのうち畿内大和（現在の奈良県）にいて安日彦と長髄彦の兄弟（安日彦、武渟川別、長髄彦の三兄弟ともいう）が治めて平和に暮らしていたのが耶馬台国で、日向（現代の宮崎県）にいたのが「日向族」（神武天皇の一族）であった。耶馬台国の中に邪馬一国、邪馬二国、邪馬三国があったという（つまり邪馬壱国とは邪馬一国のこと）。日向族は台湾の高砂族が北上してきたものだが、その一族を支配するのは巫女で、火を操るヒミコ、水を操るミミコ、大地を操るチミコの三姉妹で、その出自は「アリアン族」だったという。つまり卑弥呼は九州の女王で、畿内にあった邪馬台国とは無関係ということになる。日向族は筑紫（現在の福岡県）の「猿田族」を酒と美女で騙し討ちにして滅ぼし、破竹の勢いで東進。この時、兄弟の父・耶馬台彦は長門（現在の山口県）に2万の軍で布陣したが迂回され、大和での日向族と耶馬台国との戦いは熾烈を極め、安日彦は片目を射られ、武渟川別は片腕斬断、長髄彦は片脚を失う激戦の末、遠く津軽に落ち延びた。
これより前、津軽にははじめ阿曽辺族（アソベ族）という文化程度の低い未開部族ながらも温厚な種族が平和に暮らしていたが、岩木山が噴火して絶滅しかかったところに津保化族（ツボケ族）というツングース系の好戦的で残虐な種族が海からやって来て阿曽辺族を虐殺し、津軽は津保化族の天下となった。その後、中国の晋の献公に追われた郡公子の一族がやって来て津保化族を平定、ちょうどその頃神武天皇に追われた耶馬台国の一族もやって来た。郡公子の娘、秀麗、秀蘭（香蘭とも）の姉妹を安日彦と長髄彦は娶り、諸民族は混血して「荒羽吐族」と号し、「荒羽吐5王」の制（津軽を5区に分けたのか東北地方を5区に分けたのかは判然としないが後者のようである）を敷いて治めたが、これが大和朝廷からは「蝦夷」と呼ばれたのだという。従って蝦夷には元々は中国の文化が色濃く入っていたのである。蝦夷の首領（安日彦と長髄彦のいずれかの子孫のように書かれているがどちらの子孫なのか判然としない）は、代々「津軽丸」を襲名し、ヨーロッパの国王のように「津軽丸何世」と名乗った。
神武天皇崩御の後、荒羽吐系の手研耳命は大和を支配すること3年。懿徳天皇崩御の後、荒羽吐軍が南下し、空位ならしめた。その後、荒羽吐系の孝元天皇を擁立して大和を間接支配した頃、不老長寿の秘薬を求める秦の始皇帝の使いとして徐福が津軽を訪れ、津軽の文化が中国に似ているので驚いたという。津軽丸は荒羽吐族が中国人との混血であることを解説し、徐福にカモメの金玉を授けた。
その後やがて、朝鮮半島から「カラクニ皇」なる者（崇神天皇？）がやってきて大和方面は奪われてしまったという。しかし中国の歴史書にでてくる「倭の五王」とは実は日本の天皇ではなく津軽丸のことだったのである。奈良時代には荒羽吐系の孝謙天皇を擁立。その後も津軽丸は万世一系に続き、安倍貞任を経て、安東氏（安藤氏）に至るのである。なお和田が生前主張していたところによれば、安東氏後裔との伝えを持つ秋田氏が藩主の陸奥三春藩を襲った大火で舞鶴城所蔵史料が焼失したため、藩主の命を受けた秋田孝季が妹婿の和田長三郎吉次や菅江真澄らの助力を得て、寛政年間から史料蒐集や諸国踏査を行い、その成果が和田家に秘蔵されてきたとされた。
十三湊は、安東氏政権（安東国）が蝦夷地（津軽・北海道・樺太など）に存在していた時の事実上の首都と捉えられ、満洲や中国、朝鮮、欧州、アラビア、東南アジアとの貿易で栄えた。欧州人向けのカトリック教会があり、中国人、インド人、アラビア人、欧州人などが多数の異人館を営んでいたとされる。それどころか、満洲の地に残る「安東」の地名は安東氏の足跡なのだとする。しかし「興国二年の大津波」（1341年、南朝：興国2年、北朝：暦応4年）によって十三湊は壊滅的な被害を受け、安東氏政権は崩壊したという（津波はその1年前ともいう）。

## 経緯
和田がこの文書群を青森県北津軽郡市浦村に提供し、市浦村は1975年（昭和50年）から1977年（昭和52年）にかけて、『市浦村史 資料編』（上中下の三部作）として刊行した。だが後にその内容をめぐって論争が相次ぎ、大反響を呼んだ。
和田による古文書の「発見」は、1949年（昭和24年）頃から始まっている。ただし、初期の古文書は地中から掘り出したとされていた（当時、和田家邸宅は藁葺屋根で、まだ天井裏がなかった）。1983年（昭和58年）に北方新社版『東日流外三郡誌』の刊行が始まった際、“東日流外三郡誌”はそれまでに和田が発見した古文書の総称とされ、かつては地中から掘り出したとされていた文書もその中に加えられた。その後の構想の拡大で、明確に「東日流外三郡誌」以外の題を冠した古文書（実際には偽書）も和田喜八郎の手元から続々と出てくるようになった。『東日流六郡誌絵巻』『東日流六郡誌大要』『東日流内三郡誌』『北鑑』『北斗抄』『丑寅日本記』『奥州風土記』などである。ちなみに『東日流外三郡誌』と題さないそれらの文書も上記の内容を共有している。そのため、和田の手元から出た古文書には『東日流外三郡誌』と題する題さないを問わず、共通の用語や重複した説話が多々見られる。 結局、和田は1999年（平成11年）に世を去るまで約50年にわたってほぼ倦むことなく（本人の主張では天井裏にあった箱から）古文書を「発見」し続けた。
和田喜八郎の没後、遺品として遺された文献は段ボール箱で20個分ほど、その大部分は刊本であり、肉筆によるものは巻物が25点、冊子本が46点だった（ただし、この冊子には実際に江戸時代に書かれた写本小説も含まれている）。
しかし、その中には喜八郎の生前に活字化された内容と同じ『東日流外三郡誌』の底本は含まれていない（和田は論文盗用をめぐる裁判において『東日流外三郡誌』の底本は紛失したと主張した）。喜八郎が生前に個人や自治体に事実上売却した「古文書」も多数あったため、それらをも含めた総数はつかみにくいのが現状である。

## 真偽論争
『東日流外三郡誌』（およびその他の和田家文書）については、考古学的調査との矛盾（実際の十三湊の発掘調査では津波の痕跡は確認されておらず、また十三湊の最盛期は津波が襲ったとされる時期以降であったらしい）、「古文書」でありながら、近代の学術用語である「光年」（そもそも光速が有限であることが証明されたのは17世紀後半である）や「冥王星」「準星」など20世紀に入ってからの天文学用語が登場する など、文書中に現れる言葉遣いの新しさ、発見状況の不自然さ（和田家建物は1941年（昭和16年）建造の家屋であり、古文書が天井裏に隠れているはずはない）、古文書の筆跡が和田喜八郎のものと完全に一致する、編者の履歴に矛盾がある、他人の論文を盗用した内容が含まれている、等の証拠により、偽書ではないかという指摘がなされた。これに対し、真書であると主張する者もおり、偽書派・真書派間で対立した。特に、偽書派の安本美典と真書派の古田武彦との間では、雑誌・テレビ・論文雑誌等で論争が行われた。
1999年（平成11年）に和田喜八郎が死去した後、和田家は偽書派により綿密に調査がなされた。この結果、天井裏に古文書を隠すスペースなど確かに存在せず（後日公開された和田家内部写真 によれば、膨大な文書を収納できるようなスペースはなかった）、建物内には原本がどこからも発見されなかった上、逆に紙を古紙に偽装する薬剤として使われたと思われる液体（尿を長期間保管したもの）が発見され、偽書であることはほぼ疑いがないという結論になった。青森県教育庁編『十三湊遺跡発掘調査報告書』には、「なお、一時公的な報告書や論文などでも引用されることがあった『東日流外三郡誌』については、捏造された偽書であるという評価が既に定着している」と記載されるなど、現在では公的団体も偽書であることを公表している。
2007年（平成19年）、古田武彦は『東日流外三郡誌』の「寛政原本」を発見したと発表、2008年（平成20年）には電子出版された。しかし、これについて作家の原田実は、その筆跡はことごとく従来の和田家文書と同じであると主張している。「寛政原本」は既に活字化された『東日流外三郡誌』のいずれとも対応しておらず、その意味では（活字化されたものの）テキストに対する原本とはいえない。

## 擁護派
古田武彦は没するまで真作説を撤回することはなかった。北村泰一、笠谷和比古、平野貞夫、吉原賢二、古賀達也、水野孝夫、棟上寅七、竹下義朗、福永伸三、大下隆司、佐々木広堂、前田準、上岡龍太郎、飛鳥昭雄、高橋良典、内倉武久、松重楊江、久慈力、竹田侑子、西村俊一、佐治芳彦、上城誠、合田洋一なども擁護派として挙げられる。この中には大学に職を得ているような学者・歴史家や著名人、政治家などもいる。

## フィクション作品への登場
内田康夫による『十三の冥府』（2004年発表）では、『東日流外三郡誌』をモデルとした『都賀留三郡史』が登場している。内容は『都賀留三郡史』を偽造した神主の周辺人物が次々と怪死する連続殺人事件で、『都賀留三郡史』を取材に訪れた浅見光彦が真相を解明するものである。
高橋克彦による『竜の柩』の第1巻「聖邪の顔編」において『東日流外三郡誌』『竹内文書』が引用されている。
西村寿行による『鬼』（1986年）や『石塊の街』（1988年）で、『東日流外三郡誌』は朝廷との権力闘争に於いて闇に葬られた正史として扱われる。